# Emília Timaníková
Emília Timaníková (* 10. dubna 1958) byla slovenská a československá politička Komunistické strany Slovenska a poslankyně Sněmovny lidu Federálního shromáždění za normalizace.

## Biografie
K roku 1986 se profesně uvádí jako tajemnice závodního výboru ROH. Ve volbách roku 1986 zasedla za KSS do Sněmovny lidu (volební obvod č. 198 - Svidník, Východoslovenský kraj). Ve Federálním shromáždění setrvala do konce funkčního období, tedy do svobodných voleb roku 1990. Netýkal se jí proces kooptací do Federálního shromáždění po sametové revoluci.